# El Majestic
El Majestic (títol original: The Majestic) és una pel·lícula escrita per Michael Sloane i dirigida per Frank Darabont. Entre els principals actors es troben Jim Carrey, Bob Belaven, Jeffrey DeMunn, Laurie Holden i Hal Holbrook. Ha estat doblada al català.
Va ser llançada per la Warner Bros. l'11 de desembre de 2001.

## Argument
La pel·lícula està ambientada en els anys cinquanta, als Estats Units. Peter Appleton (interpretat per Jim Carrey) és un escriptor de pel·lícules de classe B que viu a Hollywood i es troba en un bon moment de la seva carrera, encara que les seves esperances són les de treballar al cinema de classe A.
Inesperadament, el maccarthisme l'acusa de ser comunista, a causa de la seva participació, en la seva època d'estudiant, en les reunions d'una organització estudiantil coneguda com a Pa en comptes de Bales. Com a conseqüència de la seva caiguda en desgràcia, la companyia cinematogràfica li rescindeix el contracte i no pot realitzar el rodatge de la seva nova pel·lícula (la qual esperava estar al nivell de les pel·lícules classe A).
Amb la seva carrera destruïda, decideix sortir embriac a conduir cap a qualsevol part, i té un accident en un pont en intentar evitar atropellar un Didelfimorfs. L'endemà al matí, desperta a la riba de l'oceà, i s'adona que ha perdut totalment la seva memòria. Es troba en les rodalies d'un petit poble anomenat Lawson. La gent del poble el confon amb Luke Trimble, un dels molts nois del poble que havien mort en la Segona Guerra Mundial feia deu anys. "Luke" al principi vacil·la a abraçar aquesta vida, però finalment accepta la proposta d'ajudar a reobrir el Majestic, el vell cinema del seu "pare" Harry (Martin Landau), que havia estat tancat durant la dura època de postguerra.

## Repartiment
- Jim Carrey: Peter Appleton/Luke Trimble
- Laurie Holden: Adele Stanton
- Martin Landau: Harry Trimble
- Bob Balaban: Elvin Clyde
- Jeffrey DeMunn: Ernie Cole
- Brian Howe :Carl Leffert
- Brent Briscoe: Sheriff Cecil Coleman
- Catherine Dent: Mabel
- Ron Rifkin: Kevin Bannerman
- Gerry Black: Emmett Smith
- Hal Holbrook: Congressista Doyle
- David Ogden Stiers: Doc Stanton
- James Whitmore: Stan Keller
- Bruce Campbell: Roland
- Amanda Detmer: Sandra Sinclair
- Cliff Curtis: Príncep Khalid
- Michael Sloane: Professor Meredith
- Garry Marshall: Executiu (veu)
- Paul Mazursky: Executiu (veu)
- Sydney Pollack: Executiu (veu)
- Carl Reiner: Executiu (veu)
- Rob Reiner: Executiu(veu)
- Matt Damon Executiu: Luke Trimble (veu)

## Crítica
La pel·lícula no va ser especialment ben rebuda per la crítica, Kenneth Turan de Los Angeles Times va comentar que era: "un derivat, que no podia ser més simple encara que ho intentessin". Aquesta pel·lícula és de vegades citada com el fracàs de Jim Carrey i Laurie Holden durant el temps en el qual tots dos treballaven com a actors seriosos, encara que més tard Jim Carrey aconseguiria lloances per la seva actuació en la pel·lícula Eternal Sunshine of the Spotless Mind i Laurie Holden participaria en la reeixida sèrie The Walking Dead com un dels personatges principals.

A part de les males crítiques rebudes, Roger Ebert va elogiar la pel·lícula i els seus ideals: .
| «             | Aquesta pel·lícula oneja la bandera en honor dels nostres herois de la Segona Guerra Mundial, i evoca a la nostàlgia dels antics cinemes dels petits pobles i la gent que treballava en ells... Frank Darabont ha intentat deliberadament fer la classe de pel·lícula que feia Frank Capra, sobre la gent decent dels pobles que recolzava els valors nord-americans tradicionals. En una època en la qual estava de moda el patriotisme de Rambo, és bé també recordar el patriotisme de Frank Capra per recordar que Estats Units no és lluitar i guanyar, sinó defensar les nostres llibertats. | » |
| — Roger Ebert | |   |

- Una pel·lícula incapaç de semblar sincera. Ho intenta costi el que costi, però no té un sol segon creïble. Cada paraula en ella és una mentida."[3]
- "Narra una història completa en tres actes, ens presenta a uns personatges que aconseguim conèixer i preocupar-nos per ells, i té alguna cosa que ens vol explicar apassionadament. (...) Puntuació: ★★★½ (sobre 4)."[4]
- "Connecta amb l'esperit de Frank Capra, una rondalla sentimental sobre un home que perd la memòria però troba la seva ànima."[5]